# 黎光松
黎光松（1919年6月13日—1963年11月1日），越南支持吴廷琰政权的特种部队指挥官，负责安全和反间谍活动。1963年，楊文明等人策划推翻吳廷琰總統的政變，由于黎光松拒绝参与政变，杨文明随即命令阮文戎把他处死。